# 1870 Glauco
1870 Glauco é um asteroide troiano de Júpiter localizado no ponto de Lagrange L5 do planeta. Foi descoberto em 24 de março de 1971 por Cornelis Johannes van Houten, Ingrid van Houten-Groeneveld e Tom Gehrels.